# 詹蘇·切廷
詹蘇·切廷（土耳其語：Cansu Çetin，1993年5月26日—），土耳其女子排球運動員，司職主攻手。現時效力於土超豪門球隊費內巴切女排俱樂部。
詹蘇在2014年開始成為土耳其國家女子排球隊一員。但很快便被其擠掉出國家隊。